# Une nuit sur le mont chauve (film, 1933)
Pour les articles homonymes, voir Une nuit sur le mont Chauve (homonymie).
Pour plus de détails, voir Fiche technique et Distribution.
Une nuit sur le mont chauve est un court métrage d'animation français réalisé par Alexandre Alexeieff et Claire Parker, sorti en 1933.

## Synopsis
Succession de visions et de transformations autour du mont chauve, lors du sabbat des sorcières pendant le solstice d'été.

## Fiche technique
- Titre : Une nuit sur le mont chauve
- Réalisation : Alexandre Alexeieff et Claire Parker
- Pays d'origine : France
- Format : Noir et blanc - Mono
- Genre : Animation, court métrage
- Durée : 8 minutes
- Date de sortie : 1933